# 六里山街道
六里山街道，是中华人民共和国山東省济南市市中区下辖的一个乡镇级行政单位。

## 行政区划
六里山街道下辖以下地区：
六里山路社区、六里山南路社区、七里山路社区、玉函北区社区、玉函南区社区、西八里洼北社区、西八里洼南社区、区机关二宿舍家属社区、英西南路社区和铁路玉函社区。